# Аматричана

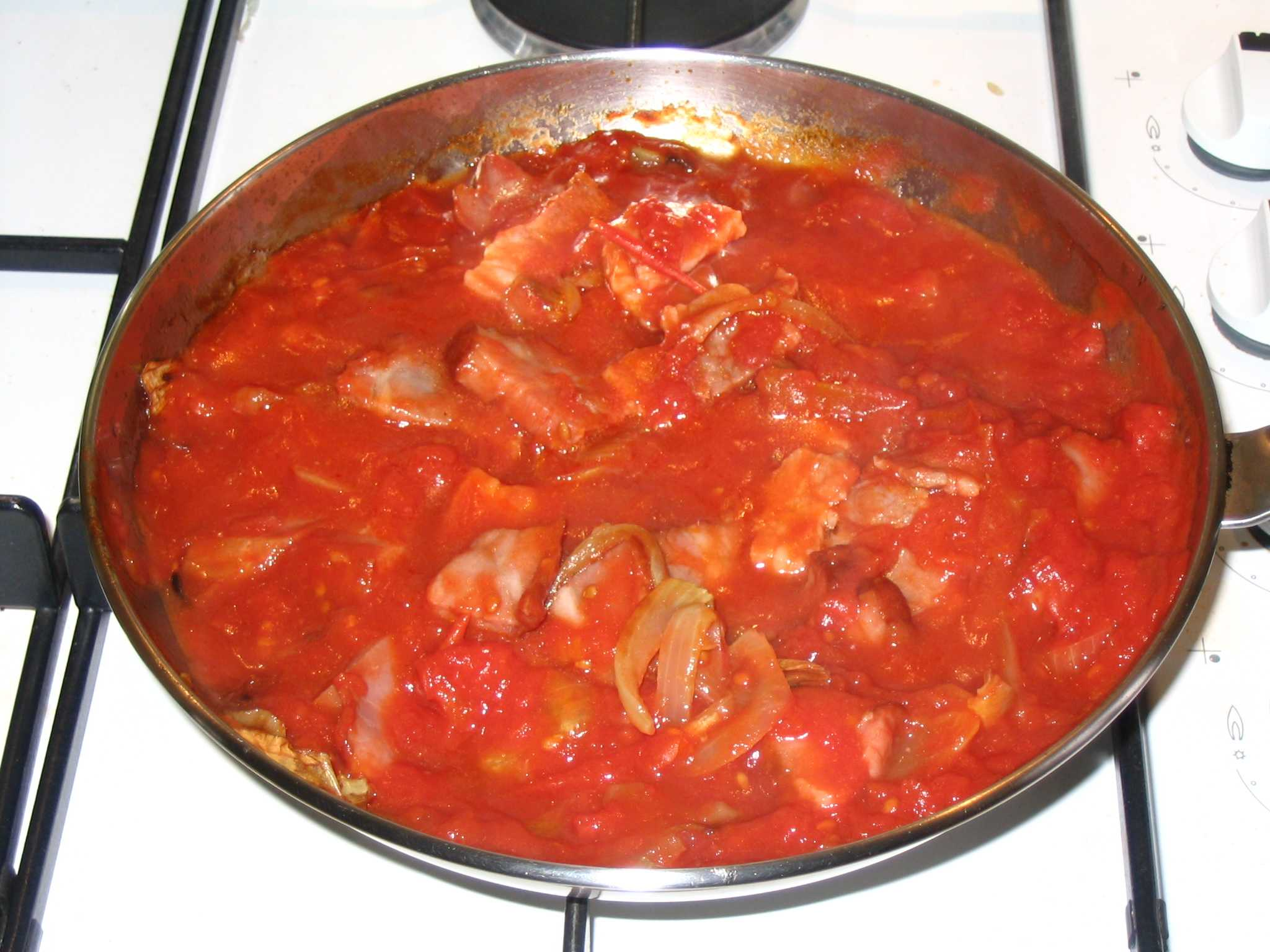
Соус аматричана

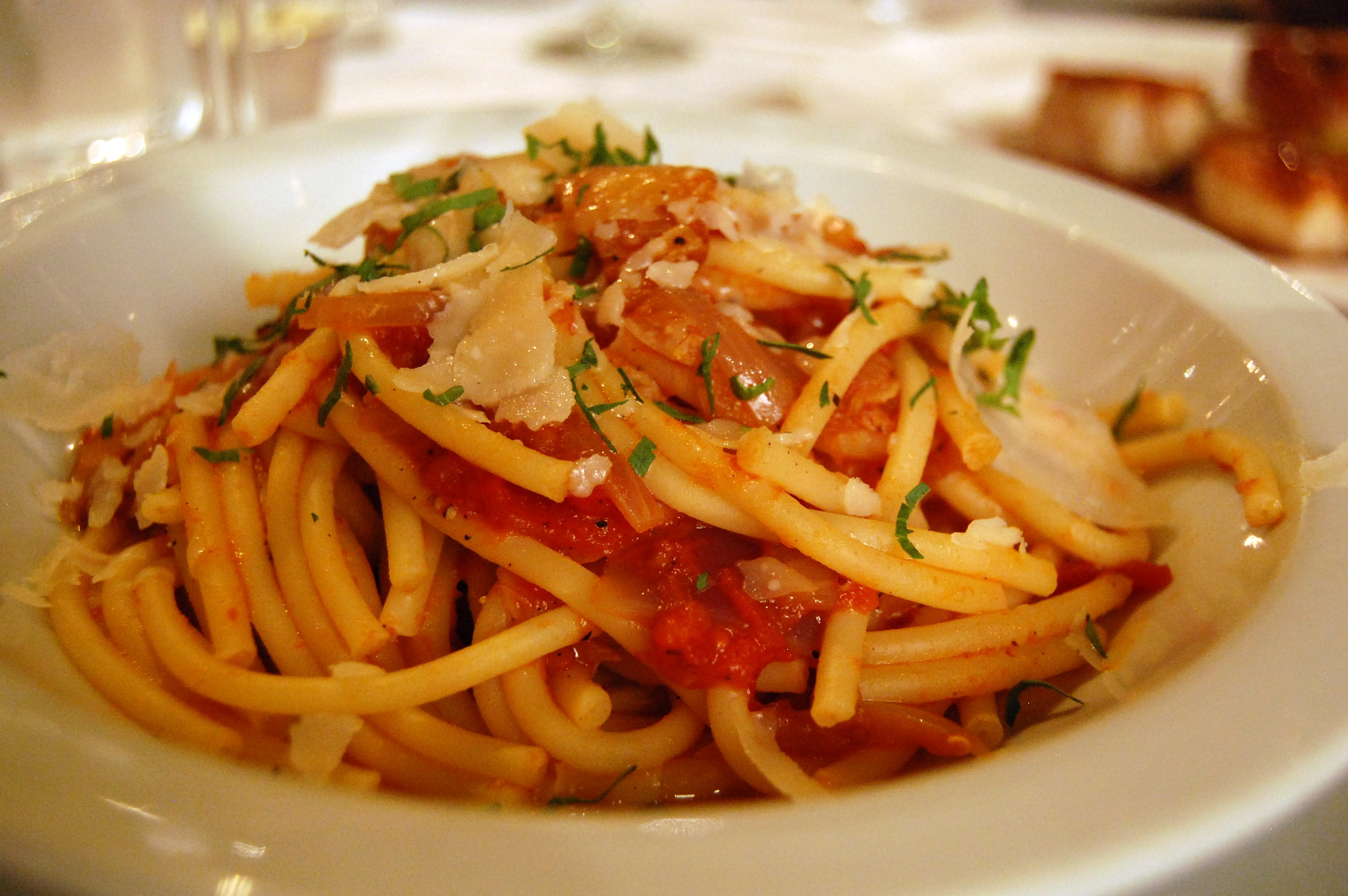
Букатіні під соусом аматричана

Аматричана (італ. L'Amatriciana, римський діалект matriciana) — італійський соус, основними компонентами якого є аналог бекону гуанчале, сир пекоріно та помідори. Названий на честь містечка Аматриче в провінції Рієті регіону Лаціо. Аматричана включена в список традиційних харчових продуктів Лаціо.

## Історія
Попередником аматричани був соус грича (італ. gricia або griscia), який, за однією з версій, був названий на честь села Гришано (італ. Grisciano), що входить наразі до складу комуни Аккумолі, розташованої недалеко від Аматриче. Соус грича досі відомий як аматрачана без помідорів, хоча він відрізняється й іншими інгредієнтами.
Соус з додаванням помідорів був придуманий в кінці XVIII століття. Перша письмова згадка про нього зустрічається в кулінарній книзі «L'Apicio Moderno», написаній в 1790 році римським кухарем Франческо Леонарді.
До початку XIX століття популярність макаронів з соусом аматричана в Римі значно зросла завдяки тісним зв'язкам Риму з Аматриче. Аматричана стала незабаром вважатися класичною стравою римської кухні. На римському діалекті цей соус став називатися матричана, втративши першу безударну голосну, що характерно для цього діалекту.

## Варіанти

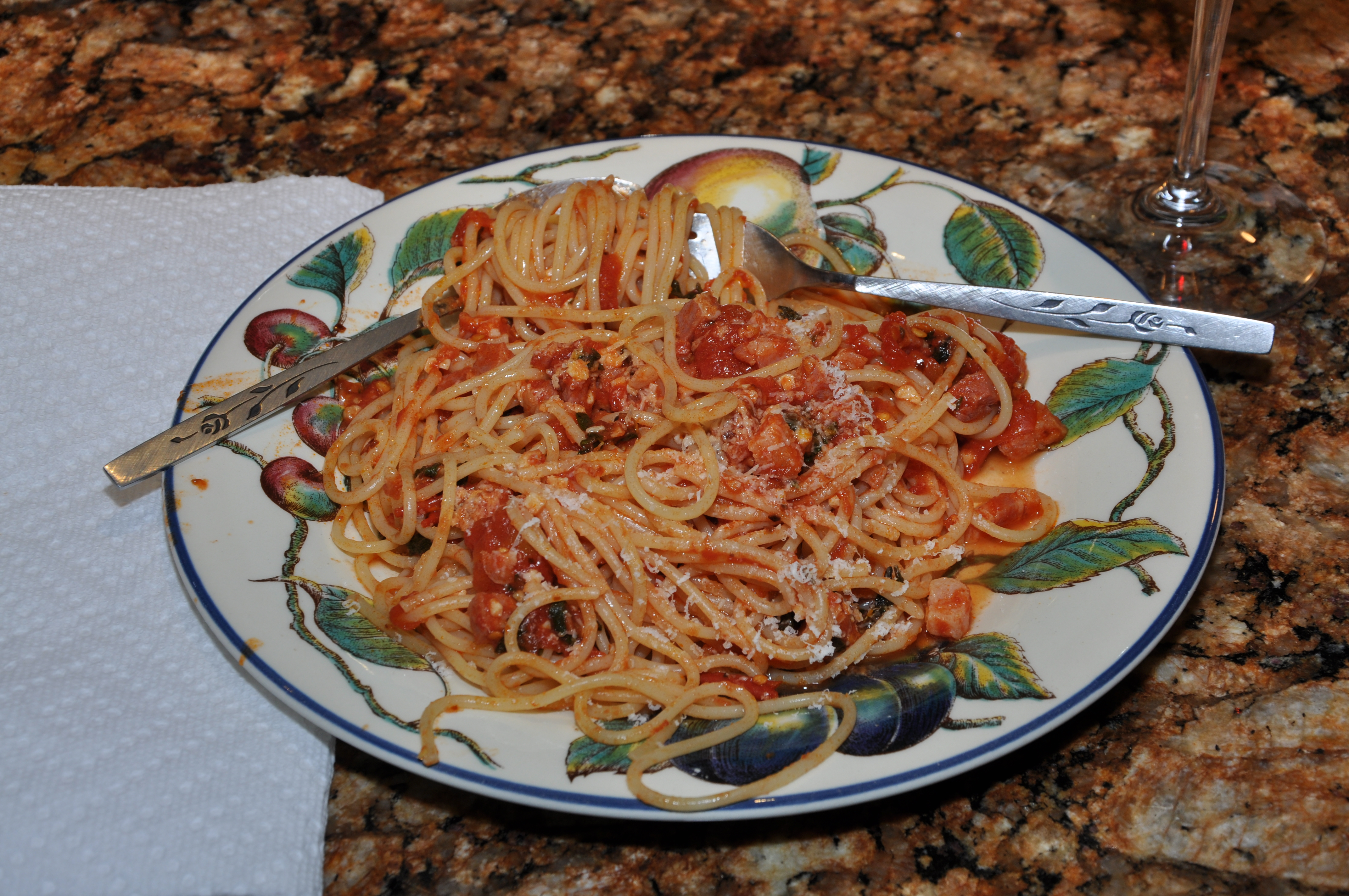
Спагеті під соусом аматричана

Рецепт аматричани поширився по всій території Лаціо, зазнавши деяких змін. Практично всюди використовуються гуанчале. У деяких рецептах, наприклад, у кулінарній книзі Госетті, помідори не згадані. Цибуля не використовується в місті Аматриче, але рекомендується в класичних римських кулінарних книгах. Як жир найчастіше використовується оливкова олія, рідше смалець, або ж аматричана готується взагалі без додавання жиру. У соус може додаватися часник, підсмажений на оливковій олії. Як сир використовується пекорино романо або аматричанський овечий сир. Іноді додається чорний перець або капсикум.
Аматрічана подається зі спагеті, букатіні або рігатоні.